# Ocotea whitei
Ocotea whitei är en lagerväxtart som beskrevs av R. E. Woodson. Ocotea whitei ingår i släktet Ocotea och familjen lagerväxter. Inga underarter finns listade i Catalogue of Life.